# Ибърско езеро
Ибърското езеро е циркусно езеро в Източна Рила, намира се в североизточното подножие на връх Ибър. Част е от резервата „Ибър“. Посоката му на простиране е меридионална. Езерото се оттича на изток, като дава началото на ляв приток на Костенецка река. Площта му е ок. 9,5 – 10 декара.